# Odontria cassiniae
Odontria cassiniae är en skalbaggsart som beskrevs av Given 1952. Odontria cassiniae ingår i släktet Odontria och familjen Melolonthidae. Inga underarter finns listade i Catalogue of Life.